# Phyllopezus periosus
Espèce
Phyllopezus periosus est une espèce de geckos de la famille des Phyllodactylidae.

## Répartition
Cette espèce est endémique du Brésil. Elle se rencontre dans les États de Bahia, du Paraíba, du Ceará, d'Alagoas, de Rio Grande do Norte et de Pernambouc.

## Description
C'est un gecko nocturne et terrestre. Il est relativement massif, avec une queue assez longue. Il est de couleur beige-gris, avec des taches blanc-beige bordées de noir, s'alignant en bandes transversales sur le dos. Les petits ont une coloration plus tranchée que les adultes, avec une coloration de base plus sombre et des bandes blanches bien marquées.

## Publication originale
- Rodrigues, 1986 : Uma nova espece do genero Phyllopezus de Cabaceiras: Paraiba: Brasil; com comentarios sobre a fauna de lagartos da area (Sauria Gekkonidae). Papeis Avulsos de Zoologia (Sao Paulo), vol. 36, no 20, p. 237-250 (texte intégral).